# Wilhelm Rothhaupt
Wilhelm Rothhaupt (* 8. Dezember 1888 in Mehlsack, Kreis Braunsberg; † März 1956) war ein deutscher Schriftsteller und Kolonialpolitiker.

## Leben
Der Vater war als Zugführer bei den Preußischen Staatseisenbahnen in der ermländischen Stadt Mehlsack angestellt. Wilhelm besuchte die Oberrealschule in Allenstein, trat die Lehre in einem Sägewerk an und wurde zum Holzkaufmann. Er war zuerst als Forstwirt und Holzkaufmann tätig, dann hat er sich im Dezember 1912 der Deutsch-Ostafrika-Compagnie als Pflanzungsassistent verpflichtet. Nach einer mehrwöchigen Schifffahrt kam er in Deutsch-Ostafrika an und war bis August 1914 auf den Sizalplantagen in Kikwetu nördlich von Lindi, zuletzt in leitender Position, tätig. Als der Erste Weltkrieg begann, kämpfte er in der Schutztruppe für Deutsch-Ostafrika unter dem Kommando von General Paul von Lettow-Vorbeck. Einer Erkrankung wegen wurde er 1918 den britischen Truppen überlassen und war bis 1919 in Kriegsgefangenschaft in Ägypten.
Nach der Rückreise 1920 nach Österreich war er seit Beginn der 1920er Jahre als freischaffender Schriftsteller tätig und veröffentlichte im Jahr 1925 die ersten zwei Bücher Unter Palmen und Dornen sowie Habari. Er verfolgte politische Ambitionen und wurde im Jahr 1924 in Wien zum Begründer des Bundes der deutschen Kolonialfreunde, der im Jahr 1927 der Deutschen Kolonialgesellschaft (DKG) untergeordnet wurde. In den Jahren 1927–1928 war Rothhaupt als Leiter einer Film- und Jagdexpedition in Ostafrika und 1931–1932 auf einer Studienreise durch West-, Süd- und Ostafrika. Er engagierte sich in Österreich für die NSDAP und trat ihr zum 16. März 1932 bei (Mitgliedsnummer 897.067). Bis 1936 war er Gesellschafter an einer Großfärberei in Wien.
Er wirkte als Schulungsleiter der NSDAP-Bezirksgruppe Mariahilf in Wien, dann wurde 1935 nach Berlin versetzt und übernahm Funktionen im Apparat des Reichsministeriums für Volksaufklärung und Propaganda. Er war für den Reichskolonialbund zuständig und danach im Kulturamt der Deutschen Arbeitsfront (DAF) tätig. Im Jahr 1938 trat er in das Arbeitswissenschaftliche Institut (AWI) der DAF ein und bearbeitete im Rahmen der Auslandspolitik die Problematik der kolonialen Sozialpolitik. Rothhaupt wurde zuerst Leiter der Auslandsabteilung und im Jahr 1939 Leiter des eigenständigen Referats für koloniale Sozialpolitik. Am 26. November 1938 trat er bei einer Großveranstaltung des Reichskolonialbundes in Wien als Reichsfachredner auf.
Bis Oktober 1943 war er beim Arbeitswissenschaftlichen Institut (AwI) angestellt. Als die Wohnung in Berlin ausgebombt wurde, bezog er im September 1944 eine Dienstwohnung auf der NS-Ordensburg Krössinsee in Pommern.
In der Sowjetischen Besatzungszone wurde Wilhelm Rothhaupt im Februar 1946 in die Liste der auszusondernden Literatur mit dem Vermerk „NS-Kolonialpolitiker“ eingetragen.

## Werke
- Unter Palmen und Dornen. Wunderliche Fahrten in Ostafrika. Mit Zeichnungen von H. A. Brunner. G. Westermann, Braunschweig 1925.
- Habari. Von schwarzen und weißen Afrikanern. Mit 40 Zeichnungen von Fritz Schönpflug. Strecker & Schröder, Stuttgart 1925.
- Das Lied der Steppe. Mit Zeichnungen von H. A. Brunner. G. Westermann, Braunschweig 1926.
- Die Prinzessin von Gottes Gnaden. Roman. Amalthea-Verlag, Wien 1929.
- Die große Lüge. Ein Roman. Verlag Welsermühl, Leipzig 1930.
- Lord Chester kurbelt. Eine vergnügliche Reise in den schwarzen Erdteil. Verlag Welsermühl, Wien 1930.
- Jagdabenteuer in Deutsch-Ostafrika. Erzählung. Kamp, Bochum 1941.
- Der Ruf der wilden Hunde. Nach alten afrikanischen Quellen und eigenen Erlebnissen. Thomas-Verlag, Kempen/Niederrhein 1953.
  - niederländische Übersetzung: De roep der wilde honden. Een geschiedenis uit de tijd der slavenjachten. Lannoo nv, Tielt / Den Haag 1954.
  - niederländische Übersetzung: De krokodillen van het Njassa-Meer. Vervolg op: De roep der wilde honden. Lannoo nv, Tielt / Den Haag 1955.
- Der Gezeichnete. Afrikanische Abenteuer und Erlebnisse. Thomas-Verlag, Kempen / Niederrhein 1956.